# Ellatsberg
Ellatsberg ist ein Ortsteil und Einöde der Gemarkung Sankt Lorenz der kreisfreien Stadt Kempten (Allgäu). Der Ort wurde 1394 erstmals als ein dem Kloster Kempten zinsender Wigerhof ze Elhartsperg erwähnt. 1451 war das Gut ze Elharzsperg ein stiftkemptisches Lehen. Ab 1501 ist die Nennung als El[l]hartsberg und im 16. Jahrhundert auch mehrfach als Ölhartsberg bezeugt. Häufig wurde dort Ort mit dem benachbarten Dorns zusammengeworfen und 1593 als Ober Ellhartsperg unterschieden. 1593 bestand der Ort aus drei Gütern. Der Name weist auf den ursprünglichen Bewohner oder Eigentümer der Fläche, der Erhebung hin.
1818 kam Dottenried zur neu entstandenen Ruralgemeinde Sankt Lorenz. Diese wurde 1972 zusammen mit den Ortsteilen in die Stadt Kempten eingemeindet.